# Kevin Bryan
Kevin Bryan (* 1965; † 15. November 2018) war ein US-amerikanischer Jazzmusiker (Trompete).
Bryan zog in jungen Jahren nach New York, um in der dortigen Musikszene zu arbeiten. Erste Aufnahmen entstanden 1998 mit Wayne Gorbea y Salsa Picante; in den nächsten Jahren nahm er mit den Bands von Tito Puente, Frankie Negrón und den Latin Giants of Jazz mehrere Alben auf. 2006 spielte er mit Michael Treni & The Jazz Composer’s Workshop Orchestra (Detour). Daneben arbeitete er als Sessionmusiker u. a. mit Norah Jones, Harry Connick Jr. (In Concert On Broadway, 2010), Patti LaBelle, Levon Helm, Dave Douglas, Celia Cruz, James Moody, Macy Gray, David Murray, Jazz at Lincoln Center All-Stars, Paquito D’Rivera, k.d. Lang, Patti Austin, Frankie Valli, Bebo Valdes und Cleo Laine. Als Solotrompeter gehörte er zuletzt dem Duke Ellington Orchestra (Ghost Band), der Bobby Sanabria Bigband, Travis Sullivans Björkestra und dem Mambo Legends Orchestra an; außerdem spielte er in Theatern am Broadway. Tom Lord listet ihn in seiner Diskographie mit 13 Aufnahmesessions (nur zwischen 2006 und 2017).